# 天主教卡薩諾阿洛約尼奧教區
天主教卡薩諾阿洛約尼奧教區（拉丁語：Dioecesis Cassanensis）是天主教會在義大利的一個教區。屬科森扎-比西納諾總教區。
第一位有文獻記載的主教出現465年一次在羅馬舉行的宗教會議的會議錄中。教區在中世紀不同時期處於聖座直轄與被天主教雷焦卡拉布里亞總教區管轄的情況，直到1818年6月27日才確定由聖座直轄。2001年1月30日才歸於新成立的科森扎-比西納諾教省管轄。
教區位於科森扎省東北部，包括廿二市。2006年有教友105,000人，佔轄區總人口98.5%。教區下轄四十七個堂區，有六十一名司鐸。現任教區主教為農齊奧·加拉蒂諾。